# Cyndi Lauper in Tour: 2008
La cantante Cyndi Lauper durante il 2008 ha posto principalmente l'attenzione sulla promozione dell'album Bring Ya to the Brink con alcuni concerti, tra febbraio e marzo, in Australia; con un tour mondiale che ha toccato ben tre continenti (Giappone, Europa e America Latina); con una seconda edizione dello show estivo "True Colors Tour" sia negli Stati Uniti che in Canada.

## Minitour in Australia
Tra i mesi di febbraio e marzo del 2008 Cyndi Lauper ha dato alcuni concerti in Australia: tutti esauriti. Durante il tour Cyndi Lauper ha parlato di Bring Ya to the Brink (uscito a maggio 2008 in Giappone e in Stati Uniti); ha presentato Set Your Heart come nuovo singolo insieme ad un'altra canzone: Grab a Hold. In realtà Set Your Heart è stato successivamente sponsorizzato solo in Giappone come singolo promozionale per Bring Ya to the Brink mentre il singolo ufficiale è Same Ol' Story, uscito il 6 maggio 2008 solo come singolo digitale per ITunes.

### Date del tour
| Data             | Città     | Luogo                      |
| ---------------- | --------- | -------------------------- |
| 22 febbraio 2008 | Perth     | King Park                  |
| 26 febbraio 2008 | Melbourne | Palais Theatre             |
| 27 febbraio 2008 | Melbourne | Palais Theatre             |
| 29 febbraio 2008 | Sydney    | State Theatre              |
| 1º marzo 2008    | Sydney    | State Theatre              |
| 2 marzo 2008     | Sydney    | State Theatre              |
| 5 marzo 2008     | Brisbane  | Queensland Perf. Arts Ctr. |
| 6 marzo 2008     | Brisbane  | Queensland Perf. Arts Ctr. |

#### Setlist
- Sydney, State Theatre:

1. Hole In My Heart
2. Grab A Hold
3. (The Goonies 'R') Good Enough
4. Set Your Heart
5. When You Were Mine
6. She Bop
7. True Colors
8. I Drove All Night
9. Money Changes Everything
10. What's Going On
11. Time After Time
12. Girls Just Want To Have Fun

## True Colors Tour
Negli Stati Uniti il 31 maggio ha inizio la seconda edizione del True Colors Tour.
Il 13 luglio Cyndi Lauper è stata al G-A-Y Club di Londra; era presente anche Richard Morel come special guest. Cyndi Lauper ha eseguito 8 canzoni.
- G-A-Y Club, Londra; 13 luglio 2008 - Setlist:

1. She Bop
2. Into the Nightlife
3. Girls Just Want to Have Fun
4. I'm Gonna Be Strong (Acapella)
5. Set Your Heart
6. True Colors
7. Same Ol' Story
8. Time After Time (Acapella)

## Tour mondiale
Tra settembre e novembre, Cyndi Lauper è stata in un tour mondiale che ha coinvolto il Giappone, l'Europa e l'America Latina.
Il 23 settembre, parte da Osaka (Giappone) il tour mondiale di Bring Ya to the Brink, in supporto all'album che per l'occasione è stato ripubblicato in "edizione speciale CD+DVD". Osaka, oltre ad essere la prima città ad aprire ufficialmente il nuovo tour della cantante, risulta una delle quattro date giapponesi ad avere il tutto esaurito.
Il tour mondiale prosegue, nel mese di ottobre, in Europa, a cominciare da Manchester, prima data nel Regno Unito, che ha avuto il tutto esaurito insieme a Londra. È stata poi la volta di Southampton, Birmingham e Glasgow. Dublino, tutto esaurito, è stata una delle due date irlandesi, insieme a Cork. Unica data francese è stata a "Le Bataclan" di Parigi che ha avuto il tutto esaurito insieme alla data del Lussemburgo. Le altre città che hanno visto nel mese di ottobre Cyndi Lauper in tour per l'Europa, sono state Copenaghen, Oslo, Stoccolma, Vienna e all'"Ave Session" di Basilea (tutto eaurito). A novembre, ultime due date in Europa, Cyndi Lauper è stata all'"E-Werk" di Colonia, altra data con il tutto esaurito, ed Amsterdam. Concerto cancellato invece in Finlandia, a Lempäälä. In Europa, segue per alcune date del tour anche "Rosie and The Goldbug", come gruppo spalla. Il gruppo "Rosie and The Goldbug" ha girato alcuni video amatoriali, per ogni tappa del tour.
La terza e ultima parte del tour mondiale si è svolta in America Latina. Il tour si è prolungato nel mese di novembre anche in Brasile (Belo Horizonte, San Paolo, Rio de Janeiro, Curitiba e Porto Alegre). Cyndi Lauper con il suo tour ha fatto tappa anche in Argentina (Buenos Aires e Córdoba), Cile (Santiago), Perù (Lima) e Venezuela (Caracas). Cyndi Lauper viene accolta molto bene dal pubblico e dai fans. L'ultima data del tour, a Caracas (Venezuela), è stata annullata.

### La Band
- Cyndi Lauper - Voce, Dulcimer, Chitarra
- Steve Gaboury - Tastiere
- William Wittman - Basso, Cori
- Knox Chandler - Chitarra
- Elaine Caswell - Cori
- Sammy Merendino - Batteria

### Date

#### Leg 1: Giappone
- 23.09.2008  Giappone - Grand Cube, Osaka
- 24.09.2008  Giappone - Budokan Hall, Tokyo
- 25.09.2008  Giappone - Geibun, Nagoya
- 27.09.2008  Giappone - Ebisu Garden Hall, Tokyo

#### Leg 2: Europa
- 10.10.2008  Inghilterra - Le Bridge Water Hall, Manchester
- 11.10.2008  Inghilterra - Guildhall, Southampton
- 13.10.2008  Inghilterra - Symphony Hall, Birmingham
- 14.10.2008  Inghilterra - Shepherds Bush Empire, Londra
- 16.10.2008  Scozia - Carling Academy, Glasgow
- 17.10.2008  Irlanda - Savoy, Cork
- 18.10.2008  Irlanda - Tripod, Dublino
- 20.10.2008  Francia - Le Bataclan, Parigi
- 21.10.2008  Lussemburgo - Den Atelier, Lussemburgo
- 23.10.2008  Danimarca - Vega, Copenaghen
- 24.10.2008  Norvegia - Sentrum Scene, Oslo
- 26.10.2008  Svezia - Berns Salonger, Stoccolma
- 28.10.2008  Finlandia - Ideapark, Lempäälä (Annullato)
- 30.10.2008  Austria - Gasometer, Vienna
- 31.10.2008  Svizzera - AVO Session, Basilea
- 01.11.2008  Germania - E-Werk, Colonia
- 02.11.2008  Paesi Bassi - Melkweg, Amsterdam

#### Leg 3: America Latina
- 09.11.2008  Porto Rico - Bellas Artes Theatre, San Juan
- 13.11.2008  Brasile - CrediCard Hall, San Paolo
- 14.11.2008  Brasile - CrediCard Hall, San Paolo
- 15.11.2008  Brasile - Freegells Music, Belo Horizonte
- 17.11.2008  Brasile - Positivo, Curitiba
- 19.11.2008  Brasile - Teatro do Bourbon County, Porto Alegre
- 21.11.2008  Argentina - Luna Park, Buenos Aires
- 22.11.2008  Argentina - Teatro Broadway, Rosario
- 23.11.2008  Argentina -  Superdomo, Córdoba
- 25.11.2008  Cile - Espacio Riesco, Santiago del Cile
- 27.11.2008  Perù - Estadio Monumental, Lima
- 29.11.2008  Venezuela - Teresa Carreno Theater, Caracas (Annullato)